# Discografia formației Black Eyed Peas
Black Eyed Peas este o formație americană de muzică hip hop/R&B și pop/dance, originară din Los Angeles, California, fondată în 1995 de către Will.I.Am, Apl.De.Ap și Taboo.
După două albume apreciate de critică, dar cu un succes comercial minor, grupul a cooptat-o în 2003 pe Fergie și a lansat un album de succes, Elephunk, ce a produs hiturile "Where is the Love?", "Shut Up" și "Hey Mama". Albumul Monkey Business (2005) a primit de trei ori discul de platină în Statele Unite și Regatul Unit, iar "Don't Phunk With My Heart" și "My Humps" s-au clasat pe locul 1 în Australia și Canada, și locul 3 în Regatul Unit și Statele Unite. După o pauză de trei ani, grupul s-a întors cu un album electro/dance, primit cu recenzii mixte. Primele două extrase pe single, "Boom Boom Pow" și "I Gotta Feeling" au primit premii Grammy și au stabilit un record, staționând timp de 26 de săptămâni consecutive pe prima poziție din clasamentul Billboard Hot 100.

## Albume de studio
| 1998                                  | Behind the Front - Lansare: 30 iunie 1998 - Label: Interscope Records (#INT2-90152) - Format: CD, Vinyl, casetă      | 129 | —  | — | — | 149 | —  | —  | —  | —  | — | — |  |  |  |  |  |  |  |
| 2000                                  | Bridging the Gap - Lansat: 26 septembrie 2000 - Label: Interscope Records (#069490662-1) - Format: CD, casetă, Vinyl | 67  | 37 | — | — | —   | 82 | —  | 18 | —  | — | — |  |  |  |  |  |  |  |
| 2003                                  | Elephunk - Lansat: 24 iunie 2003 - Label: A&M (#0602498606377) - Format: CD, digital, Vinyl, casetă                  | 14  | 1  | 3 | 2 | 2   | 6  | 5  | 2  | 1  | 3 | - SUA: 2× Platină - AUS: 4× Platină - CAN: 7× Platină - UK: 4× Platină - EU: 3× Platină                                       |  |  |  |  |  |  |  |
| 2005                                  | Monkey Business - Lansat: 7 iunie 2005 - Label: A&M (#602498821848) - Formate: CD, descărcare digitală, Vinyl        | 2   | 1  | 2 | 1 | 1   | 1  | 3  | 1  | 1  | 4 | - SUA: 3× Platină - AUS: 6× Platină - CAN: 6× Platină - UK: 3× Platină - EU: 2× Platină                                       |  |  |  |  |  |  |  |
| 2009                                  | The E.N.D. - Lansat: 9 iunie 2009 - Label: Interscope Records (#B0012887-02) - Formate: CD, digital, Vinyl           | 1   | 1  | 5 | 1 | 1   | 2  | 8  | 1  | 3  | 3 | - SUA: 2× Platină - AUS: 4× Platină - CAN: 3× Platină - UK: 4× Platină - EU: 2× Platină                                       |  |  |  |  |  |  |  |
| 2010                                  | The Beginning • Lansat: 30 noiembrie 2010 • Label: Interscope Records • Formate: CD, digital, Vinyl                  | 6   | 6  | 7 | 2 | 1   | 2  | 34 | 12 | 3  | 8 | - RIAA: Gold - ARIA: Platinum - BPI: Platinum - BVMI: Gold - IFPI AUT: Gold - IFPI SWI: Platinum - RMNZ: Gold - SNEP: Diamond |  |  |  |  |  |  |  |
| 2018                                  | Masters of the Sun Vol. 1 • Lansat: 26 octombrie 2018 • Label: Interscope Records • Formate: CD, digital             | —   | —  | — | — | 112 | —  | —  | —  | 55 | — | — |  |  |  |  |  |  |  |
| "—" denotă că lansarea nu s-a clasat. | |     |    |   |   |     |    |    |    |    |   | |  |  |  |  |  |  |  |

## Discuri single
| Anul | Single                                      | Poziția maximă | Poziția maximă | Poziția maximă | Poziția maximă | Poziția maximă | Poziția maximă | Poziția maximă | Poziția maximă | Poziția maximă | Poziția maximă | Poziția maximă | Album            |
| Anul | Single                                      | S.U.A.         | AUS            | AUT            | CAN            | GER            | IRL            | NZL            | NDL            | ROM            | SWI            | UK             | Album            |
| ---- | ------------------------------------------- | -------------- | -------------- | -------------- | -------------- | -------------- | -------------- | -------------- | -------------- | -------------- | -------------- | -------------- | ---------------- |
| 1997 | "Fallin' Up/¿Que Dices?"                    | —              | —              | —              | —              | —              | —              | —              | —              | —              | —              | —              | Behind the Front |
| 1998 | "Joints & Jam"                              | —              | —              | —              | —              | —              | —              | —              | —              | —              | —              | 53             | Behind the Front |
| 1999 | "Karma"                                     | —              | —              | —              | —              | —              | —              | —              | —              | —              | —              | —              | Behind the Front |
| 2000 | "BEP Empire/Get Original"                   | —              | —              | —              | —              | —              | —              | —              | —              | —              | —              | —              | Bridging the Gap |
| 2000 | "Weekends" (cu Esthero)                     | —              | 94             | —              | —              | 100            | —              | —              | —              | —              | —              | —              | Bridging the Gap |
| 2001 | "Request + Line" (cu Macy Gray)             | 63             | 21             | —              | —              | —              | 45             | 10             | —              | —              | —              | 31             | Bridging the Gap |
| 2003 | "Where Is the Love?" (cu Justin Timberlake) | 8              | 1              | 1              | 1              | 1              | 1              | 1              | 1              | 1              | 1              | 1              | Elephunk         |
| 2003 | "Shut Up"                                   | —              | 1              | 1              | 1              | 1              | 1              | 1              | 2              | 1              | 1              | 2              | Elephunk         |
| 2004 | "Hey Mama"                                  | 23             | 4              | 4              | 9              | 5              | 5              | 4              | 5              | 15             | 3              | 6              | Elephunk         |
| 2004 | "Let's Get It Started"                      | 21             | 2              | 18             | 2              | 18             | 11             | 6              | 11             | 23             | 13             | 11             | Elephunk         |
| 2005 | "Don't Phunk with My Heart"                 | 3              | 1              | 5              | 1              | 8              | 4              | 1              | 2              | 2              | 3              | 3              | Monkey Business  |
| 2005 | "Don't Lie"                                 | 14             | 6              | 6              | 16             | 12             | 11             | 5              | 4              | 4              | 11             | 6              | Monkey Business  |
| 2005 | "My Humps"                                  | 3              | 1              | 4              | 1              | 4              | 1              | 1              | 4              | 7              | 3              | 3              | Monkey Business  |
| 2006 | "Pump It"                                   | 18             | 6              | 14             | 18             | 19             | 3              | 2              | 15             | 30             | 8              | 3              | Monkey Business  |
| 2009 | "Boom Boom Pow"                             | 1              | 1              | 3              | 1              | 3              | 3              | 2              | 10             | 25             | 4              | 1              | The E.N.D.       |
| 2009 | "I Gotta Feeling"                           | 1              | 1              | 1              | 1              | 3              | 1              | 1              | 1              | 1              | 1              | 1              | The E.N.D.       |
| 2009 | "Meet Me Halfway"                           | 7              | 1              | 4              | 5              | 1              | 2              | 3              | 3              | 1              | 3              | 1              | The E.N.D.       |
| 2009 | "Imma Be"                                   | 1              | 7              | —              | 5              | —              | —              | —              | —              | 54             | —              | 130            | The E.N.D.       |
| 2010 | "Rock That Body"                            | 105            | 8              | 7              | 41             | 10             | 9              | 16             | 17             | 36             | 32             | 11             | The E.N.D.       |
| 2010 | "Missing You"                               |                |                |                |                |                |                |                |                |                |                |                | The E.N.D.       |
| 2010 |                                             |                |                |                |                |                |                |                |                |                |                |                |                  |